# Saint-Julien-de-Jordanne
Pour les articles homonymes, voir Saint-Julien.
Saint-Julien-de-Jordanne est une ancienne commune française, située dans le département du Cantal en région Auvergne-Rhône-Alpes.

## Histoire
En 1829, le village a été quasiment détruit lors d'un incendie. 
La commune est créée en 1844 par démembrement de Saint-Cirgues-de-Jordanne. Elle fusionne le 1er décembre 1972 avec Mandailles sous le régime de la fusion simple et le nom de Mandailles-Saint-Julien. La commune avait une superficie de 10,60 km2.

## Administration
| Période                                  | Période    | Identité                | Étiquette | Qualité |
| ---------------------------------------- | ---------- | ----------------------- | --------- | ------- |
| 1845                                     | 1863       | Géraud Lapaire          |           |         |
| 1863                                     | 1864       | Jean-Théodore Gandilhon |           |         |
| 1864                                     | 1875       | Pierre Réveilhac        |           |         |
| 1875                                     | 1880       | François Begon          |           |         |
| 1880                                     | 1884       | Géraud Trin             |           |         |
| 1884                                     | 1892       | Nicolas Réveilhac       |           |         |
| 1892                                     | 1916       | Joseph Antonin Cheylus  |           |         |
| 1917                                     | 1918       | François Gaillard       |           |         |
| 1919                                     | après 1929 | Géraud Lantuéjouls      |           |         |
| Les données manquantes sont à compléter. |            |                         |           |         |

## Démographie
| 1846 | 1851 | 1856 | 1861 | 1866 | 1872 | 1876 | 1881 |
| ---- | ---- | ---- | ---- | ---- | ---- | ---- | ---- |
| 428  | 428  | 424  | 404  | 425  | 399  | 433  | 427  |

| 1886 | 1891 | 1896 | 1901 | 1906 | 1911 | 1921 | 1926 |
| ---- | ---- | ---- | ---- | ---- | ---- | ---- | ---- |
| 511  | 523  | 507  | 508  | 504  | 503  | 291  | 283  |

| 1931 | 1936 | 1946 | 1954 | 1962 | 1968 | - | - |
| ---- | ---- | ---- | ---- | ---- | ---- | - | - |
| 264  | 266  | 257  | 253  | 256  | 243  | - | - |

Histogramme

(élaboration graphique par Wikipédia)